# مدرع عاري الذيل شمالي
مدرع عاري الذيل شمالي (الاسم العلمي: Cabassous centralis) (بالإنجليزية: Northern Naked-tailed Armadillo) هو نوع من الحيوانات يتبع جنس المدرع العاري الذيل من فصيلة المدرعات المتدثرة وأشباهها.